# クセニア・シモノヴァ

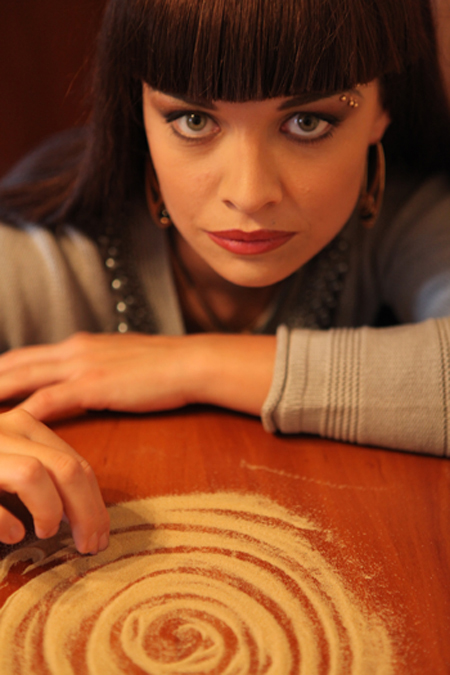
クセニア・シモノヴァ

クセニア・シモノヴァ（Kseniya Simonova, ウクライナ語: Ксенія Симонова, 1985年4月22日 - ） は、ウクライナ・クリミア半島のイェウパトーリヤ出身のサンドアーティスト。クセーニャ・シモノヴァと発音表記されることもある。

## 来歴

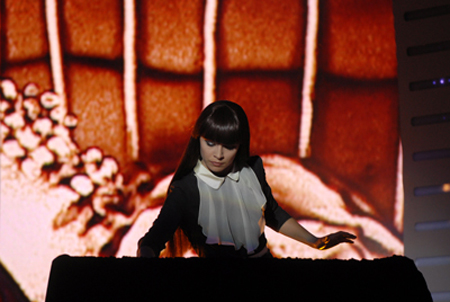
テレビ番組「ゴット・タレント」のでのパフォーマンス

2008年、世界金融危機の影響で職を失ったことをきっかけに、砂で絵を描き始める。それから1年も経たない2009年、母国ウクライナのテレビ番組『ゴット・タレント (Україна має талант)』に出演。第二次世界大戦の間のナチス・ドイツに対するソ連の大祖国戦争の中の人生をサンドアートでパフォーマンスを行い、番組で優勝。賞金として100万フリヴニャ（12万5千米ドル）を獲得した。YouTubeにアップロードされたこのパフォーマンス映像は、全世界で5,000万以上のヒットを受けた。これらの功績によって、サンドアートパフォーマンスという芸術の存在が、広く世界に知られることとなった。サンドアートパフォーマンスそのものは、1996年にフェレンク・カーコの手によってはじまった芸術分野である。
2009年、クリミアで初個展「サンドパーソナリティ」を開催した。

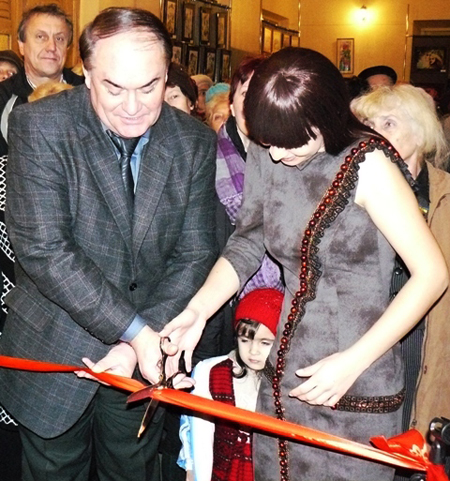
「サンドパーソナリティ」のオープニングセレモニーのクセニヤとイェウパトーリヤ市長
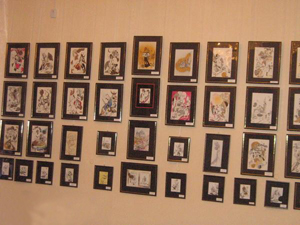
会場の様子
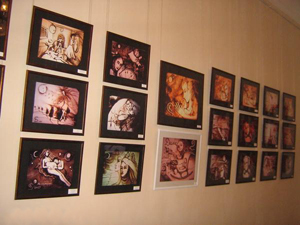
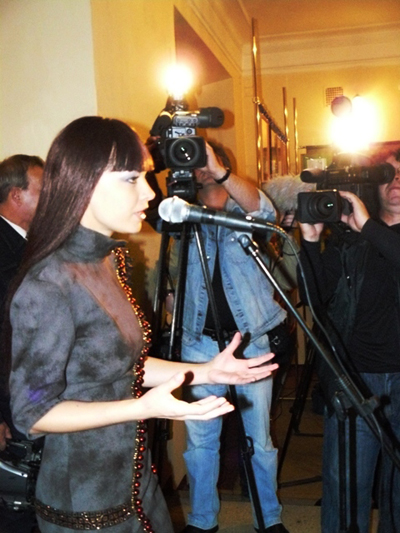
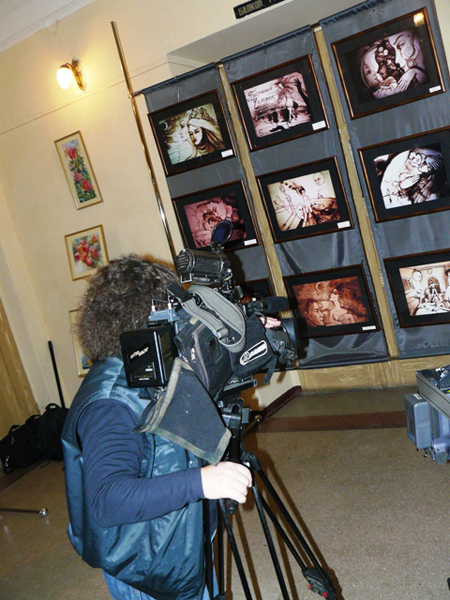
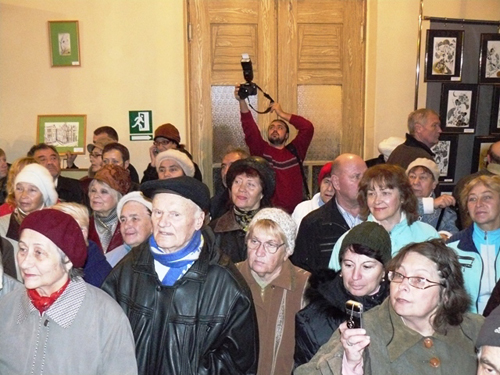

日本においても、音楽家の坂本龍一がTwitterにおいて高く評価したことや、2010年に歌手の阿部芙蓉美の楽曲「空に舞う」のPVに出演したことや、様々なＴＶ番組で「ゴット・タレント」の映像が紹介されたことによって知られている。2012年1月に来日し、いくつかのイベントに出演もした。その際に、日本をテーマとした作品を披露。その映像はシモノヴァの公式YouTubeチャンネルで配信されている。
ユーロビジョン・ソング・コンテストに2回演出に加わったことがある（ユーロビジョン・ソング・コンテスト2011のウクライナ代表、ユーロビジョン・ソング・コンテスト2019のモルドバ代表）。